# Provincia di Nong Bua Lamphu
La provincia di Nong Bua Lamphu (in thailandese จังหวัดหนองบัวลำภู, changwat Nong Bua Lamphu, trascritto anche Nongbua Lamphu e Nong Bua Lam Phu) si trova in Thailandia e fa parte del gruppo regionale della Thailandia del Nordest. Si estende per 3.859 km² e a tutto il 2021 aveva 509 001 abitanti. Il capoluogo è il distretto di Mueang Nong Bua Lam Phu. La città principale è Nong Bua Lamphu.

## Geografia antropica

### Suddivisioni amministrative

Mappa degli Amphoe

La provincia è suddivisa in sei distretti (amphoe). Questi a loro volta sono suddivisi in 59 sottodistretti (tambon) e 636 villaggi (muban). I distretti sono:
| 1. Mueang Nong Bua Lam Phu 2. Na Klang 3. Non Sang 4. Si Bun Rueang 5. Suwannakhuha 6. Na Wang |